# Bárður Nielsen
Bárður á Steig Nielsen (ur. 16 kwietnia 1972 roku w Vestmanna) – farerski biznesmen, polityk i sportowiec. Poseł na Løgting, przewodniczący Partii Unii od 24 października 2015 roku, premier Wysp Owczych od 14 września 2019 roku do 22 grudnia 2022 roku. Piłkarz ręczny, reprezentant Wysp Owczych, przez całą karierę sportową związany z Vestmanna Ítróttarfelag, kilkukrotny zdobywca pucharu i zwycięzca mistrzostw kraju.

## Życie prywatne
Jest synem Gunnvy Winther i Bogiego á Steig oraz mężem Rakul Nielsen. Z żoną ma czworo dzieci: Súnę (ur. 1995), Bjørg (ur. 1999), Djóniego (ur. 2002), Gunnvá (ur. 2005). Człon á Steig w jego nazwisku oznacza pochodzenie z części miejscowości Sandavágur, gdzie znajdowało się gospodarstwo Steigargarður. W latach 1990–1993 uczył się w Føroya Handilsskúli, a następnie w latach 1996–1998 studiował ekonomię na Aarhus School of Business.
W piłkę ręczną zaczął grać w wieku dziewięciu lat w lokalnym klubie Vestmanna Ítróttarfelag, z którym związany był przez całą karierę. W pierwszej lidze zadebiutował w roku 1990, zaś ostatni mecz ligowy rozegrał w roku 2014. Zdobył w tym czasie trzy puchary oraz pięć tytułów mistrza kraju, z zespołem grał także w europejskich pucharach. Otrzymywał również powołania do reprezentacji Wysp Owczych.
Karierę zawodową rozpoczął w firmie księgowej Rasmussen i Weihe w Thorshavn, gdzie pracował w latach 1993–2000, a następnie jako główny księgowy w Kollafjord Pelagic w Kollafjørður (2001–2004). Następnie w latach 2007–2009 pełnił funkcję menadżera w firmie budowlanej SMI Stóratjørn z Tórshavn, a obecnie od 2010 roku jest dyrektorem finansowym w Vodafone Føroyar. Nielsen był także członkiem zarządu lotniska Vágar.

## Kariera polityczna
Nielsen wystartował w wyborach w roku 2002 z Północnego Streymoy, zdobywając 196 głosów, co dało mu miejsce w parlamencie. Zajął wówczas miejsce w Komisji Prawnej. W wyborach w roku 2004 ponownie dostał się do parlamentu, uzyskując w swoim okręgu wyborczym 358 głosów. 3 lutego 2004 roku powołano go na Ministra Finansów Wysp Owczych i pozostawał nim do 9 maja 2007. Wówczas Nielsen zadecydował o wycofaniu się z życia politycznego na korzyść kariery zawodowej. Swoją decyzję ostatecznie zmienił i wystartował w wyborach w roku 2011, kiedy zdobył 872 głosy i dostał się do Løgting. Przez kolejne cztery lata pełnił funkcję przewodniczącego Komisji ds. Finansów, był także członkiem Komisji Spraw Zagranicznych. Wystartował wówczas także bez powodzenia w wyborach do Folketingu, w których zdobył 438 głosów. 14 marca 2015 roku wybrano go wiceprzewodniczącym Sambandsflokkurin. W tym samym roku wystartował ponownie w wyborach do duńskiego parlamentu, nie zdobywając mandatu (490 głosów), a także wyborach do farerskiego parlamentu, gdzie ponownie wybrano go posłem (595 głosów). 24 października 2015 roku został przewodniczącym swojej partii.
14 września 2019 roku objął funkcję premiera Wysp Owczych.